# René Hiéronimus
René Marie Hiéronimus, né le 22 juillet 1893 à Saint-Servan et mort le 11 août 1971 à Vernon, est un acteur français.

## Biographie
René Hiéronimus est l'avant-dernier d'une famille de sept enfants. Son père meurt tôt et sa mère le place en tutelle chez un professeur au collège de Rennes où se manifestera peu à peu son don pour le théâtre. Il jouera diverses pièces avant d'être remarqué et de jouer parmi les plus grands à la Comédie-Française. Il fera la connaissance de Sacha Guitry. Bien qu'on l'aperçoive parfois au détour d'une scène à l'écran, ou plus souvent au théâtre, il double des films et des dessins animés, mais il est avant tout un acteur radiophonique. Avec sa voix très reconnaissable, il participe à de très nombreuses émissions avant, pendant et après la Seconde Guerre mondiale.
Il est le père du comédien René Renot (1927-2011).

## Filmographie partielle

### Cinéma
- 1917 : Le Coupable d'André Antoine : Grosse Caisse
- 1918 : Les Grands de Georges Denola
- 1921 : La Terre d'André Antoine: Nenesse
- 1922 : Le Quinzième Prélude de Chopin de Victor Tourjansky
- 1922 : L'Empereur des pauvres de René Leprince
- 1923 : Pour une nuit d'amour de Yakov Protazanov
- 1923 : Théodore cherche des allumettes d'Andrew Brunelle
- 1932 : La Bonne Aventure d'Henri Diamant-Berger : Boussaride
- 1932 : La Fille du Bouif de René Bussy
- 1932 : L'Enfant du miracle de D. B. Maurice : Pouillaus
- 1933 : Cent Mille Francs pour un baiser d'Hubert Bourlon et Georges Delance : Le commissaire priseur
- 1933 : Crainquebille de Jacques de Baroncelli : Maître Lemerle
- 1933 : Mannequins de René Hervil : Le vicomte
- 1934 : Miquette et sa mère d'Henri Diamant-Berger : l'auteur
- 1937 : Arsène Lupin détective d'Henri Diamant-Berger : Le gardien de nuit
- 1947 : Carré de valets d'André Berthomieu : L'avocat
- 1949 : Fantômas contre Fantômas de Robert Vernay
- 1949 : Les Dieux du dimanche de René Lucot : Guillotte
- 1951 : Jamais deux sans trois d'André Berthomieu
- 1953 : Les Dents longues de Daniel Gélin : Renoir
- 1954 : Huis clos de Jacqueline Audry : Le principal du collège
- 1954 : La Caraque blonde de Jacqueline Audry : L'huissier
- 1957 : C'est arrivé à 36 chandelles d'Henri Diamant-Berger : Ambroise
- 1958 : C'est la faute d'Adam de Jacqueline Audry
- 1959 : Les Motards de Jean Laviron
- 1960 : Le Septième Jour de Saint-Malo de Paul Mesnier

### Télévision
- 1970 : Mauregard : M. Rivette

### Doublage
- 1970 : Aladin et la Lampe merveilleuse : Hou-hou
- 1967 : Le Livre de la jungle : 2e singe et un vautour
- 1964 : Mary Poppins : Parapluie-perroquet
- 1963 : Merlin l'Enchanteur : Archimède, le hibou

## Théâtre
- 1914 : Deux Couverts de Sacha Guitry, Comédie-Française : Jacques
- 1915 : Le Mariage de Figaro de Beaumarchais, Comédie-Française : Pédrille
- 1915 : Les Plaideurs de Jean Racine, Comédie-Française : le souffleur
- 1916 : Le Barbier de Séville de Beaumarchais, Comédie-Française : L'Éveillé
- 1916 : Le Mariage de Figaro de Beaumarchais, Comédie-Française : Grippesoleil
- 1916 : George Dandin de Molière, Comédie-Française : Colin
- 1917 : Dom Juan ou le Festin de pierre de Molière, Comédie-Française : Ragotin
- 1918 : Nono de Sacha Guitry, Théâtre des Célestins
- 1918 : Deburau de Sacha Guitry, Théâtre du Vaudeville
- 1919 : Pasteur de Sacha Guitry, Théâtre du Vaudeville
- 1919 : Le Mari, la Femme et l'Amant de Sacha Guitry, Théâtre du Vaudeville
- 1920 : Je t'aime de Sacha Guitry, Théâtre Édouard VII
- 1931 : Pile ou face de Louis Verneuil, Théâtre des Variétés
- 1931 : Bluff de Georges Delance, Théâtre des Variétés